# Mehren (Eifel)
Mehren település Németországban, Rajna-vidék-Pfalz tartományban. Lakosainak száma 1440 fő (2023. december 31.).

## Népesség
A település népességének változása:
| Lakosok száma | 510  | 671  | 761  | 869  | 1059 | 1094 | 1423 | 1439 | 1458 | 1440 |
|               | 1815 | 1871 | 1939 | 1961 | 1975 | 1987 | 2005 | 2017 | 2021 | 2023 |